# Krasno (Słowenia)
Krasno – wieś w Słowenii, w gminie Brda. W 2018 roku liczyła 102 mieszkańców.